# لا پرایری سنتر (ایلینوی)
لا پرایری سنتر (به انگلیسی: La Prairie Center) یک منطقهٔ مسکونی در ایالات متحده آمریکا است که در شهرستان مارشال، ایلینوی واقع شده‌است. لا پرایری سنتر ۲۳۴٫۰۹ متر بالاتر از سطح دریا واقع شده‌است.